# Byriuczyj Ostriw
Byriuczyj Ostriw – ukraińska wyspa w północno-zachodniej części Morza Azowskiego, rozszerzona część kosy Fedotowa, oddzielająca od morza Liman Utlucki.

## Geografia

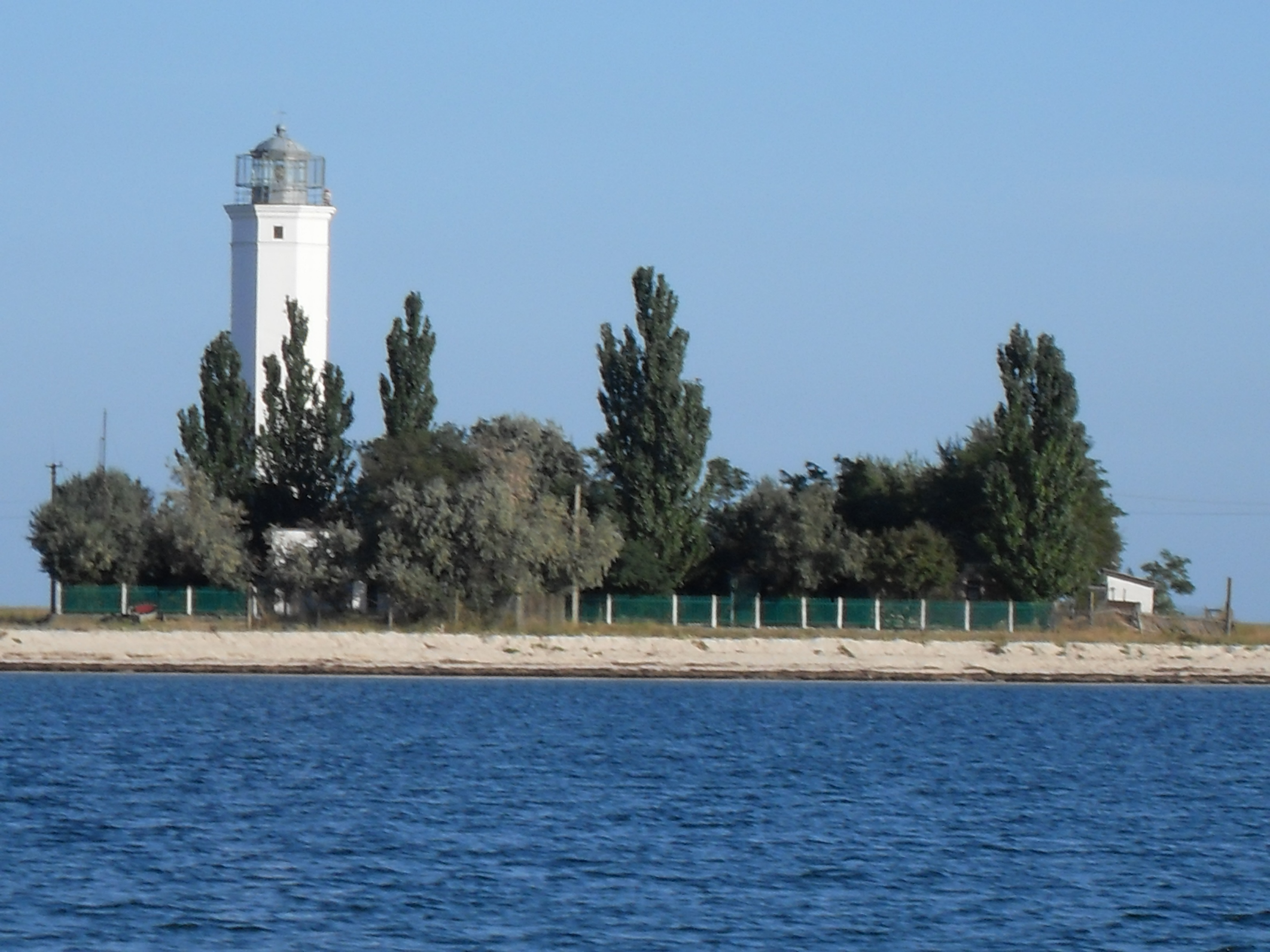
Latarnia morska na wyspie

Byriuczyj Ostriw to południowo-zachodnia część długiej na 45 kilometrów mierzei, kosy Fedotowa. Wyspa łączy się z nią przesmykiem o szerokości 100–300 m, który okresowo bywa rozmywany przez morze po sztormach. Administracyjnie w większości należy do rejonu geniczeskiego obwodu chersońskiego. Chroniona część wyspy ma 22 km długości i szerokość do 5 km. Wybrzeże od strony morza tworzy plaża, zaś po stronie limanu znajdują się jeziora, płytkie zatoczki i długa, piaszczysta mierzeja. Dna jezior i zatok są muliste, porośnięte wodorostami.
17 września 2003 na wyspie odbyło się spotkanie prezydentów Łeonida Kuczmy i Władimira Putina, w sprawie wyznaczenia ukraińsko-rosyjskich granic morskich na Morzu Azowskim i w Cieśninie Kerczeńskiej.

## Flora i fauna
Od 1993 roku wyspa jest częścią Azowsko-Sywaskiego Parku Narodowego.
Na wyspie występuje roślinność łąkowo-bagienna, słonolubna, piaskolubno-stepowa, łąkowo-stepowa i łąkowa. Występują tu gatunki reliktowe, m.in.: gwiazdnica wielkokwiatowa, piaskowiec macierzankowy i wpisane do ukraińskiej „czerwonej księgi” traganek Astragalus dasyanthus, ostnica włosowata oraz szafran Crocus tauricus.
W miejscowości Sadky znajdują się winnice, aleje topoli, stare drzewa oliwne i akacje, krzaki głogu i tarniny. Wśród krzewów tarniny i czarnych porzeczek gnieżdżą się grubodzioby, drozdy i dzwońce.
W jeziorach i zatokach położonych wzdłuż północnego brzegu występują liczne mięczaki, skorupiaki i drobne ryby. Wraz z roślinnością wodną stanowią one źródło pożywienia dla licznych kaczkowatych przebywających tu od jesieni do wiosny; tylko niewielka część z nich gniazduje. Występują tu blaszkodziobe, siewkowe i wróblowe. Do spotykanych na wyspie gatunków zagrożonych należą m.in.: pelikan różowy, łabędź czarnodzioby, kulik wielki, żuraw zwyczajny i żuraw stepowy (wpisane do ukraińskiej „czerwonej księgi”), oraz bernikla rdzawoszyja i kulik cienkodzioby.